# 林大幹
林 大幹（はやし たいかん、1922年〈大正11年〉2月23日 - 2004年〈平成16年〉7月11日）は、日本の政治家。自由民主党衆議院議員（6期）、環境庁長官。長男は自民党衆議院議員の林幹雄。

## 来歴・人物
千葉県香取郡笹川町（現・東庄町）出身。本来の名前の読み仮名は「ひろもと」だが、「たいかん」の読みが定着した。小見川農学校を経て安岡正篤の主宰する金鶏学院に学ぶ。
戦後は一時期笹川町議を務めた後、自民党本部事務局入り。1972年の第33回衆議院議員総選挙に旧千葉2区から無所属で出馬し初当選（当選同期に小泉純一郎・加藤紘一・山崎拓・石原慎太郎・村岡兼造・保岡興治・瓦力・三塚博・越智通雄・野田毅・深谷隆司など）、自民党の追加公認を受けた。
党内では1973年に中川一郎・石原慎太郎らが結成した「青嵐会」に加わり、その後清和会（福田派）に入会。中川の総裁選出馬に際しては「預け」の形で中川派に入るも、中川の死後に中曽根→渡辺派に属した。1992年、宮澤改造内閣の環境庁長官として初入閣。
翌1993年に行われた衆院選には出馬せず、長男・幹雄に地盤を譲り政界を引退。1999年に勲一等瑞宝章を受章し、2004年7月11日に腎不全のため千葉県旭市の病院で死去。享年82。
回想記『四十にして志を立つ 安岡正篤先生に学ぶ』（竹井出版、1988年）がある。